# Eva Smith
Eva Smith, född Hækkerup 31 augusti 1942 i Köpenhamn, Danmark är en jurist, samhällsdebatör och barnboksförfattare.
Smith är dotter till den socialdemokratiska minister Hans Erling Hækkerup och kontorschefen Marchen Elisabeth Friis-Skotte. Hon studerade vid Falkonergårdens gymnasium i Frederiksberg 1961. Därefter började hon läsa sociologi och psykologi vid Köpenhamns universitet, men bytte senare till juridikstudier vid samma universitet. Hon tog 1974 jur.kand.-examen. Hon stannade kvar vid universitet och blev lektor 1985, tog doktorsexamen 1986 och blev 1990 dess första kvinnliga professor i rättsvetenskap. Hon har givit ut flera läroböcker, om bland annat processrätt. Hon var domare vid Østre Landsret 1992-1993. Hon tilldelades 2021 Rosenkjærprisen och är en flitig offentlig debatör.
Under det gifta namnet Eva Asmussen har hon skrivit tre barnböcker. Mibramin och Ensam i främmande land finns översatta till svenska.